# Discografia di Jovanotti
La discografia di Jovanotti, cantautore e rapper italiano, è costituita da sedici album in studio, uno di remix, cinque raccolte, sei album dal vivo, cinque album video, quattro EP, un album di cover, una colonna sonora, e oltre cento singoli, di cui 14 incisi in qualità di artista ospite.
Jovanotti ha pubblicato il suo singolo di debutto nel 1987; intitolato Walking, il brano ottenne un modesto riscontro in Italia, raggiungendo la posizione numero 27 nella classifica dei singoli più venduti. Il successo commerciale arrivò invece con il singolo Gimme Five, che fu pubblicato nel 1988 e che, dopo essere arrivato fino al primo posto nella classifica stilata da Musica e dischi, fu incluso nell'album di debutto del cantante, Jovanotti for President, che vendette oltre 400 000 copie.
L'album successivo, La mia moto, confermò il successo italiano del rapper, vendendo più di 600 000 copie. Molto modesta fu invece l'accoglienza da parte del pubblico verso il suo terzo lavoro in studio, Giovani Jovanotti. Tuttavia, durante gli anni seguenti, Jovanotti riguadagnò popolarità, fino ad ottenere la prima posizione nella classifica italiana con undici album diversi tra il 1994 ed il 2019. Dall'inizio della sua carriera, Jovanotti ha inoltre raggiunto il primo posto nella classifica dei singoli con un totale di otto diversi brani, ai quali vanno aggiunti Il mio nome è mai più, pubblicato con Luciano Ligabue e Piero Pelù, e Domani 21/04.2009, cantato dal supergruppo Artisti Uniti per l'Abruzzo, del quale lo stesso Jovanotti è stato promotore.
Tra i lavori discografici di Jovanotti vanno inoltre inclusi tre singoli dance pubblicati alla fine degli anni ottanta sotto lo pseudonimo Gino Latino, ed un album di musica latina pubblicato nel 2003 con il gruppo Collettivo Soleluna.
Durante la sua carriera, Jovanotti ha registrato brani in collaborazione con diversi artisti italiani ed internazionali, tra i quali anche Ben Harper, Michael Franti & Spearhead, Bombino, Manu Dibango, Antibalas, Amadou & Mariam, Sly & Robbie, Juanes, Mousse T., Planet Funk, Benny Benassi, Stylophonic, Gianna Nannini, Pino Daniele, Ornella Vanoni, Cesare Cremonini, Negramaro, J-Ax, Clementino, Luciano Ligabue e Piero Pelù.
Come autore, Lorenzo Cherubini ha inoltre adattato in italiano i brani originariamente scritti in spagnolo ed interpretati dagli Jarabe de Palo e da Miguel Bosé, oltre a firmare canzoni inedite per cantanti come Zucchero Fornaciari, Eros Ramazzotti, Ron, Adriano Celentano, Fiorella Mannoia, Giorgia, Irene Grandi, Syria, Laura Pausini e Gianni Morandi.

## Album

### Album in studio
| Anno                                                                          | Album | Classifiche | Classifiche | Classifiche | Classifiche | Classifiche | Vendite e unità | Certificazioni                |
| Anno                                                                          | Album | ITA         | AUT         | GER         | SWI         | BEL         | Vendite e unità | Certificazioni                |
| ----------------------------------------------------------------------------- | --- | ----------- | ----------- | ----------- | ----------- | ----------- | --------------- | ----------------------------- |
| 1988                                                                          | Jovanotti for President - Pubblicato: 15 gennaio 1988 - Etichetta: Ibiza Records - Formati: CD, LP, MC, download digitale                    | 3           | —           | —           | —           | —           | - ITA: 400 000  | - ITA: Diamante               |
| 1989                                                                          | La mia moto - Pubblicato: 24 febbraio 1989 - Etichetta: Ibiza Records - Formati: CD, LP, MC, download digitale                               | 4           | —           | —           | —           | —           | - ITA: 600 000  | - ITA: Diamante               |
| 1990                                                                          | Giovani Jovanotti - Pubblicato: 16 marzo 1990 - Etichetta: Ibiza Records - Formati: CD, LP, MC, download digitale                            | —           | —           | —           | —           | —           |                 |                               |
| 1991                                                                          | Una tribù che balla - Pubblicato: 19 aprile 1991 - Etichetta: Free Records Independent - Formati: CD, LP, download digitale                  | 11          | —           | —           | —           | —           |                 | - ITA: Oro                    |
| 1992                                                                          | Lorenzo 1992 - Pubblicato: 5 aprile 1992 - Etichetta: Free Records Independent - Formati: CD, LP, download digitale                          | 4           | —           | —           | —           | —           |                 | - ITA: Oro                    |
| 1994                                                                          | Lorenzo 1994 - Pubblicato: 10 gennaio 1994 - Etichetta: Soleluna, Mercury - Formati: CD, LP, download digitale                               | 1           | 23          | 34          | 17          | —           | - ITA: 600 000  | - ITA: Diamante - SWI: Oro    |
| 1997                                                                          | Lorenzo 1997 - L'albero - Pubblicato: 30 gennaio 1997 - Etichetta: Soleluna, Mecury Records - Formati: CD, LP, download digitale             | 1           | 15          | —           | 10          | —           | - ITA: 700 000  | - ITA: Platino (7) - SWI: Oro |
| 1999                                                                          | Lorenzo 1999 - Capo Horn - Pubblicato: 13 maggio 1999 - Etichetta: Soleluna, Mercury - Formati: CD, LP, download digitale                    | 1           | 24          | —           | 10          | —           | - ITA: 500 000  | - ITA: Platino (5)            |
| 2002                                                                          | Lorenzo 2002 - Il quinto mondo - Pubblicato: 1º febbraio 2002 - Etichetta: Soleluna, Mercury, Universal - Formati: CD, LP, download digitale | 1           | 20          | —           | 11          | —           |                 | - ITA: Platino (3) - SWI: Oro |
| 2005                                                                          | Buon sangue - Pubblicato: 13 maggio 2005 - Etichetta: Soleluna, Universal - Formati: CD, LP, download digitale                               | 1           | 49          | —           | 9           | —           |                 | - ITA: Diamante               |
| 2008                                                                          | Safari - Pubblicato: 18 gennaio 2008 - Etichetta: Soleluna, Universal - Formati: CD, LP, download digitale                                   | 1           | 70          | —           | 4           | —           |                 | - ITA: Diamante - SWI: Oro    |
| 2011                                                                          | Ora - Pubblicato: 25 gennaio 2011 - Etichetta: Universal - Formati: CD, LP, download digitale                                                | 1           | 69          | —           | 2           | —           | - ITA: 300 000  | - ITA: Diamante - SWI: Oro    |
| 2015                                                                          | Lorenzo 2015 CC. - Pubblicato: 24 febbraio 2015 - Etichetta: Universal - Formati: 2 CD, CD, 3 LP, download digitale, streaming               | 1           | —           | —           | 3           | 62          | - ITA: 300 000  | - ITA: Platino (6)            |
| 2017                                                                          | Oh, vita! - Pubblicato: 1º dicembre 2017 - Etichetta: Universal Italia - Formati: CD, 2 LP, download digitale, streaming                     | 1           | —           | —           | 4           | —           | - ITA: 200 000  | - ITA: Platino (4)            |
| 2022                                                                          | Il disco del Sole - Pubblicato: 9 dicembre 2022 - Etichetta: Capitol - Formati: 2 CD, 5 CD, 2 LP, download digitale, streaming               | 3           | —           | —           | 15          | —           | - ITA: 25 000   | - ITA: Oro                    |
| 2025                                                                          | Il corpo umano vol. 1 - Pubblicato: 31 gennaio 2025 - Etichetta: Island - Formati: CD, 2 LP, download digitale, streaming                    | 1           | —           | —           | 8           | —           | - ITA: 25 000   | - ITA: Oro                    |
| "—" indica una pubblicazione non classificata o non pubblicata in quel Paese. | |             |             |             |             |             |                 |                               |

### Album di remix
| Anno | Titolo                                                                                        |
| ---- | --------------------------------------------------------------------------------------------- |
| 2006 | ElectroJova - Buon sangue dopato - Pubblicato: 23 giugno 2006 - Etichetta: Mercury, Universal |

### Album dal vivo
| 2000                                                                          | Lorenzo live - Autobiografia di una festa - Pubblicato: 5 ottobre 2000 - Etichetta: Soleluna                                      | 6  | 71 |                |
| 2004                                                                          | Jova Live 2002 - Pubblicato: 21 dicembre 2004 - Etichetta: Universal - Formati: Download digitale                                 | —  | —  |                |
| 2009                                                                          | OYEAH - Pubblicato: 4 dicembre 2009 - Etichetta: Verve Records - Formati: CD, download digitale                                   | —  | —  |                |
| 2012                                                                          | Lorenzo in concerto per Jovanotti e Orchestra - Pubblicato: 6 marzo 2012 - Etichetta: Universal - Formati: CD, download digitale  | —  | —  |                |
| 2013                                                                          | Lorenzo negli stadi - Backup Tour 2013 - Pubblicato: 19 novembre 2013 - Etichetta: Universal - Formati: CD, download digitale     | 4  | —  | - ITA: Platino |
| 2015                                                                          | Live 2184 - Pubblicato: 27 novembre 2015 - Etichetta: Universal - Formati: Download digitale                                      | —  | —  |                |
| 2025                                                                          | Jova! Live! Love! - Pubblicato: 27 giugno 2025 - Etichetta: Island, Universal - Formati: 2 CD, 3 LP, download digitale, streaming | 40 | —  |                |
| "—" indica una pubblicazione non classificata o non pubblicata in quel Paese. | |    |    |                |

### Raccolte
| 1989                                                                          | Jovanotti Special - Pubblicato: 15 marzo 1989 - Etichetta: Mercury                  | — | —  | —  |                                       |
| 1995                                                                          | Lorenzo 1990-1995 - Pubblicato: 19 ottobre 1995 - Etichetta: Soleluna, Mercury      | 1 | 8  | 14 | - ITA: Diamante - AUT: Oro - SWI: Oro |
| 2001                                                                          | Pasaporte - Lo mejor de - Pubblicato: 6 giugno 2001 - Etichetta: Mercury, Universal | — | —  | 67 |                                       |
| 2011                                                                          | Italia 1988-2012 - Pubblicato: 7 agosto 2011 - Etichetta: ATO Records               | — | —  | —  |                                       |
| 2012                                                                          | Backup - Lorenzo 1987-2012 - Pubblicato: 27 novembre 2012 - Etichetta: Universal    | 1 | 44 | —  | - ITA: Platino (6)                    |
| "—" indica una pubblicazione non classificata o non pubblicata in quel Paese. |                                                                                     |   |    |    |                                       |

### Colonne sonore
| Anno | Album |
| ---- | --- |
| 2016 | L'estate addosso (Original Motion Picture Soundtrack) - Pubblicato: 2 settembre 2016 - Etichetta: Universal - Formati: CD, LP, download digitale, streaming |

### Album di cover
| Anno | Album | Classifiche |
| Anno | Album | ITA         |
| ---- | --- | ----------- |
| 2019 | Lorenzo sulla Luna - Pubblicato: 29 novembre 2019 - Etichetta: Polydor - Formati: CD, LP, download digitale, streaming | 1           |

### Altri album
| Anno | Album |
| ---- | --- |
| 2003 | Roma - Collettivo Soleluna - Album del Collettivo Soleluna - Pubblicato: 20 giugno 2003 - Etichetta: Universal |

## Extended play
| Anno                                                                          | Album                                                             | Classifiche |
| Anno                                                                          | Album                                                             | ITA         |
| ----------------------------------------------------------------------------- | ----------------------------------------------------------------- | ----------- |
| 2019                                                                          | Jova Beach Party - Pubblicato: 7 giugno 2019 - Etichetta: Polydor | 1           |
| 2021                                                                          | La primavera - Pubblicato: 17 dicembre 2021 - Etichetta: Polydor  | —           |
| 2022                                                                          | Mediterraneo - Pubblicato: 1º aprile 2022 - Etichetta: Capitol    | —           |
| 2022                                                                          | Oasi - Pubblicato: 7 luglio 2022 - Etichetta: Capitol             | —           |
| "—" indica una pubblicazione non classificata o non pubblicata in quel Paese. |                                                                   |             |

## Singoli

### Come artista principale

#### 1987–1989
| 1987                                                                          | Walking                           | 27 | —  | —  | —  | —  | —  | /                       |
| 1987                                                                          | Reggae 87                         | 27 | —  | —  | —  | —  | —  | /                       |
| 1988                                                                          | Gimme Five                        | 1  | —  | 79 | 11 | —  | —  | Jovanotti for President |
| 1988                                                                          | Go Jovanotti Go                   | 5  | —  | —  | —  | —  | —  | Jovanotti for President |
| 1988                                                                          | Gimme Five 2 (Rasta Five)         | 1  | —  | —  | —  | —  | —  | Jovanotti for President |
| 1988                                                                          | Mix (Remix)/The Rappers (Remix)   | 3  | —  | —  | —  | —  | —  | Jovanotti for President |
| 1988                                                                          | Yo (con il nome Gino Latino)      | 7  | —  | —  | —  | —  | —  | /                       |
| 1988                                                                          | È qui la festa?                   | 1  | —  | —  | —  | —  | —  | /                       |
| 1988                                                                          | Welcome (con il nome Gino Latino) | 6  | 26 | —  | —  | 17 | 19 | /                       |
| 1989                                                                          | Sex No Drugs and Rock 'n Roll     | 2  | —  | —  | —  | —  | —  | /                       |
| 1989                                                                          | Latino (con il nome Gino Latino)  | 33 | —  | —  | —  | —  | —  | /                       |
| 1989                                                                          | Vasco                             | 2  | —  | —  | —  | —  | —  | La mia moto             |
| 1989                                                                          | Scappa con me                     | 4  | —  | —  | —  | —  | —  | La mia moto             |
| 1989                                                                          | La mia moto                       | —  | —  | —  | —  | —  | —  | La mia moto             |
| "—" indica una pubblicazione non classificata o non pubblicata in quel Paese. |                                   |    |    |    |    |    |    |                         |

#### 1990–1994
| 1990                                                                          | Ciao mamma              | 16 | —  | — |            | Giovani Jovanotti                     |
| 1990                                                                          | Gente della notte       | 6  | —  | — |            | Giovani Jovanotti                     |
| 1990                                                                          | Los numeros             | —  | —  | — |            | Giovani Jovanotti (edizione spagnola) |
| 1991                                                                          | Muoviti muoviti         | 7  | —  | — |            | Una tribù che balla                   |
| 1991                                                                          | One Nation              | —  | —  | — |            | Una tribù che balla                   |
| 1991                                                                          | Libera l'anima          | —  | —  | 9 |            | Una tribù che balla                   |
| 1992                                                                          | Benvenuti nella giungla | 15 | —  | — |            | Lorenzo 1992                          |
| 1992                                                                          | Chissà se stai dormendo | —  | —  | — |            | Lorenzo 1992                          |
| 1992                                                                          | Non m'annoio            | 3  | —  | — |            | Lorenzo 1992                          |
| 1992                                                                          | Ragazzo fortunato       | —  | —  | — | - ITA: Oro | Lorenzo 1992                          |
| 1993                                                                          | Io no                   | 2  | —  | — |            | Lorenzo 1992                          |
| 1994                                                                          | Penso positivo          | 2  | —  | — |            | Lorenzo 1994                          |
| 1994                                                                          | Serenata rap            | 1  | 20 | — |            | Lorenzo 1994                          |
| 1994                                                                          | Voglio di +             | 7  | —  | — |            | Lorenzo 1994                          |
| 1994                                                                          | Piove                   | 12 | —  | — |            | Lorenzo 1994                          |
| "—" indica una pubblicazione non classificata o non pubblicata in quel Paese. |                         |    |    |   |            |                                       |

#### 1995–2004
| Anno                                                                          | Titolo                            | Classifiche | Classifiche | Classifiche | Classifiche | Certificazioni | Album di provenienza                      |
| Anno                                                                          | Titolo                            | ITA         | AUT         | NLD         | SWI         | Certificazioni | Album di provenienza                      |
| ----------------------------------------------------------------------------- | --------------------------------- | ----------- | ----------- | ----------- | ----------- | -------------- | ----------------------------------------- |
| 1995                                                                          | L'ombelico del mondo              | 14          | 23          | 17          | —           |                | Lorenzo 1990-1995                         |
| 1995                                                                          | Marco Polo                        | —           | —           | —           | —           |                | Lorenzo 1990-1995                         |
| 1997                                                                          | Bella                             | —           | —           | —           | 39          | - ITA: Platino | Lorenzo 1997 - L'albero                   |
| 1997                                                                          | Questa è la mia casa              | 12          | —           | —           | —           |                | Lorenzo 1997 - L'albero                   |
| 1997                                                                          | Per la vita che verrà             | —           | —           | —           | —           |                | Lorenzo 1997 - L'albero                   |
| 1999                                                                          | Per te                            | 1           | —           | —           | —           | - ITA: Oro     | Lorenzo 1999 - Capo Horn                  |
| 1999                                                                          | Un raggio di sole                 | 7           | —           | —           | —           | - ITA: Oro     | Lorenzo 1999 - Capo Horn                  |
| 1999                                                                          | Stella cometa                     | 26          | —           | —           | —           |                | Lorenzo 1999 - Capo Horn                  |
| 1999                                                                          | Dolce fare niente                 | 29          | —           | —           | —           |                | Lorenzo 1999 - Capo Horn                  |
| 2000                                                                          | File Not Found                    | —           | —           | —           | —           |                | Lorenzo live - Autobiografia di una festa |
| 2001                                                                          | El ombligo del mundo              | —           | —           | —           | —           |                | Pasaporte - Lo mejor de                   |
| 2001                                                                          | Un rayo de sol en la mano         | —           | —           | —           | —           |                | Pasaporte - Lo mejor de                   |
| 2002                                                                          | Salvami                           | 3           | —           | —           | 44          |                | Lorenzo 2002 - Il quinto mondo            |
| 2002                                                                          | Ti sposerò                        | 11          | —           | —           | —           |                | Lorenzo 2002 - Il quinto mondo            |
| 2002                                                                          | Morirò d'amore                    | 13          | —           | —           | —           |                | Lorenzo 2002 - Il quinto mondo            |
| 2002                                                                          | Date al diavolo un bimbo per cena | —           | —           | —           | —           |                | Lorenzo 2002 - Il quinto mondo            |
| "—" indica una pubblicazione non classificata o non pubblicata in quel Paese. |                                   |             |             |             |             |                |                                           |

#### 2005–2013
| Anno                                                                          | Titolo                                    | Classifiche | Classifiche | Classifiche | Certificazioni      | Album di provenienza                      |
| Anno                                                                          | Titolo                                    | ITA         | GER         | SWI         | Certificazioni      | Album di provenienza                      |
| ----------------------------------------------------------------------------- | ----------------------------------------- | ----------- | ----------- | ----------- | ------------------- | ----------------------------------------- |
| 2005                                                                          | (Tanto)³                                  | 6           | —           | —           |                     | Buon sangue                               |
| 2005                                                                          | Mi fido di te                             | —           | 65          | —           | - ITA: Platino      | Buon sangue                               |
| 2006                                                                          | Una storia d'amore                        | —           | —           | —           |                     | Buon sangue                               |
| 2006                                                                          | Falla girare                              | —           | —           | —           |                     | Buon sangue                               |
| 2007                                                                          | Fango (feat. Ben Harper)                  | 4           | —           | —           |                     | Safari                                    |
| 2008                                                                          | A te                                      | 1           | —           | 21          | - ITA: Multiplatino | Safari                                    |
| 2008                                                                          | Safari (feat. Giuliano Sangiorgi)         | 16          | —           | —           |                     | Safari                                    |
| 2008                                                                          | Come musica                               | 8           | —           | —           | - ITA: Oro          | Safari                                    |
| 2009                                                                          | Mezzogiorno                               | 26          | —           | —           |                     | Safari                                    |
| 2009                                                                          | Punto (feat. Sérgio Mendes)               | 12          | —           | —           |                     | Safari                                    |
| 2010                                                                          | Baciami ancora                            | 1           | —           | 54          | - ITA: Multiplatino | Baciami ancora (Colonna sonora originale) |
| 2010                                                                          | Tutto l'amore che ho                      | 1           | —           | —           | - ITA: Multiplatino | Ora                                       |
| 2011                                                                          | Le tasche piene di sassi                  | 2           | —           | —           | - ITA: Platino (2)  | Ora                                       |
| 2011                                                                          | Il più grande spettacolo dopo il Big Bang | 2           | —           | —           | - ITA: Platino      | Ora                                       |
| 2011                                                                          | La notte dei desideri                     | 6           | —           | —           | - ITA: Platino      | Ora                                       |
| 2011                                                                          | Ora                                       | 6           | —           | —           | - ITA: Oro          | Ora                                       |
| 2012                                                                          | Tensione evolutiva                        | 6           | —           | —           | - ITA: Platino      | Backup - Lorenzo 1987-2012                |
| 2013                                                                          | Terra degli uomini                        | 65          | —           | —           |                     | Backup - Lorenzo 1987-2012                |
| 2013                                                                          | Ti porto via con me (feat. Benny Benassi) | 10          | —           | —           | - ITA: Platino      | Backup - Lorenzo 1987-2012                |
| 2013                                                                          | Estate                                    | 5           | —           | —           | - ITA: Platino      | Backup - Lorenzo 1987-2012                |
| "—" indica una pubblicazione non classificata o non pubblicata in quel Paese. |                                           |             |             |             |                     |                                           |

#### 2014–2025
| Anno                                                                          | Titolo                                 | Classifiche | Classifiche | Classifiche | Certificazioni     | Album di provenienza  |
| Anno                                                                          | Titolo                                 | ITA         | GER         | SWI         | Certificazioni     | Album di provenienza  |
| ----------------------------------------------------------------------------- | -------------------------------------- | ----------- | ----------- | ----------- | ------------------ | --------------------- |
| 2014                                                                          | Sabato                                 | 4           | —           | —           | - ITA: Platino (3) | Lorenzo 2015 CC.      |
| 2015                                                                          | Gli immortali                          | 31          | —           | —           | - ITA: Platino (2) | Lorenzo 2015 CC.      |
| 2015                                                                          | L'estate addosso                       | 8           | —           | —           | - ITA: Platino (3) | Lorenzo 2015 CC.      |
| 2015                                                                          | Pieno di vita                          | 71          | —           | —           | - ITA: Platino     | Lorenzo 2015 CC.      |
| 2016                                                                          | E non hai visto ancora niente          | 75          | —           | —           | - ITA: Oro         | Lorenzo 2015 CC.      |
| 2016                                                                          | Ragazza magica                         | 25          | —           | —           | - ITA: Platino (2) | Lorenzo 2015 CC.      |
| 2017                                                                          | Oh, vita!                              | 7           | —           | —           | - ITA: Platino     | Oh, vita!             |
| 2018                                                                          | Le canzoni                             | 59          | —           | —           | - ITA: Platino     | Oh, vita!             |
| 2018                                                                          | Affermativo                            | —           | —           | —           |                    | Oh, vita!             |
| 2018                                                                          | Viva la libertà                        | —           | —           | —           | - ITA: Oro         | Oh, vita!             |
| 2018                                                                          | Sbam! (con gli Ackeejuice Rockers)     | —           | —           | —           |                    | Oh, vita!             |
| 2018                                                                          | Chiaro di luna                         | 62          | —           | —           | - ITA: Platino     | Oh, vita!             |
| 2019                                                                          | Nuova era (con Dardust)                | 38          | —           | —           | - ITA: Platino     | Jova Beach Party      |
| 2019                                                                          | Luna                                   | 76          | —           | —           |                    | Lorenzo sulla Luna    |
| 2019                                                                          | Prima che diventi giorno               | —           | —           | —           |                    | Jova Beach Party      |
| 2021                                                                          | Il boom                                | —           | —           | —           |                    | La primavera          |
| 2021                                                                          | La primavera                           | —           | —           | —           |                    | La primavera          |
| 2022                                                                          | A casa tutti bene (con Paolo Buonvino) | —           | —           | —           |                    | —                     |
| 2022                                                                          | I Love You Baby (con Sixpm)            | 2           | —           | —           | - ITA: Platino (5) | Mediterraneo          |
| 2022                                                                          | Sensibile all'estate (con Sixpm)       | 87          | —           | —           | - ITA: Oro         | Oasi                  |
| 2022                                                                          | Se lo senti lo sai                     | —           | —           | —           | - ITA: Oro         | Il disco del Sole     |
| 2023                                                                          | Ricordati di vivere (il primo battito) | —           | —           | —           |                    | Il disco del Sole     |
| 2023                                                                          | Diamanti (con i Negramaro ed Elisa)    | 40          | —           | —           | - ITA: Platino     | Free Love             |
| 2024                                                                          | Montecristo                            | 79          | —           | —           |                    | Il corpo umano vol. 1 |
| 2025                                                                          | Fuorionda                              | 68          | —           | —           |                    | Il corpo umano vol. 1 |
| 2025                                                                          | Un mondo a parte                       | 27          | —           | —           | - ITA: Oro         | Il corpo umano vol. 1 |
| 2025                                                                          | Occhi a cuore                          | —           | —           | —           |                    | Il corpo umano vol. 1 |
| 2025                                                                          | Oceanica (con Merk & Kremont)          | 17          | —           | —           |                    | —                     |
| "—" indica una pubblicazione non classificata o non pubblicata in quel Paese. |                                        |             |             |             |                    |                       |

### Come artista ospite
| 1993                                                                          | Radio Baccano (Gianna Nannini feat. Jovanotti)                                                 | 2  |                     | X forza e X amore                           |
| 1999                                                                          | Il mio nome è mai più (Luciano Ligabue, Jovanotti & Piero Pelù)                                | 1  | - ITA: Platino (10) | /                                           |
| 2001                                                                          | Tiempo (Jarabe de Palo feat. Jovanotti & Vico C)                                               | —  |                     | De Vuelta y vuelta                          |
| 2003                                                                          | A vida (Roma) (Collettivo Soleluna)                                                            | —  |                     | Roma - Collettivo Soleluna                  |
| 2003                                                                          | Do d'freak (Collettivo Soleluna feat. Planet Funk)                                             | 13 |                     | Roma - Collettivo Soleluna                  |
| 2007                                                                          | Cade la pioggia (Negramaro con Jovanotti)                                                      | 15 |                     | La finestra                                 |
| 2009                                                                          | Domani 21/04.2009 (Artisti Uniti per l'Abruzzo)                                                | 1  |                     | —                                           |
| 2010                                                                          | Mondo (Cesare Cremonini feat. Jovanotti)                                                       | 4  | - ITA: Platino      | 1999-2010 The Greatest Hits                 |
| 2011                                                                          | The Sound of Sunshine (Michael Franti & Spearhead feat. Jovanotti)                             | 3  | - ITA: Platino      | The Sound of Sunshine Ora (edizione deluxe) |
| 2011                                                                          | Tu mi porti su (Giorgia feat. Jovanotti)                                                       | 6  | - ITA: Platino (2)  | Dietro le apparenze                         |
| 2011                                                                          | Non so più cosa fare (Adriano Celentano feat. Jovanotti, Giuliano Sangiorgi & Franco Battiato) | —  |                     | Facciamo finta che sia vero                 |
| 2013                                                                          | Fratello (Clementino feat. Jovanotti)                                                          | —  |                     | Mea culpa                                   |
| 2014                                                                          | Ci vuole un fisico bestiale (Luca Carboni feat. Jovanotti)                                     | —  |                     | Fisico & politico                           |
| 2016                                                                          | In questa grande città (la prima cumbia) (Tre Allegri Ragazzi Morti feat. Jovanotti)           | —  |                     | Inumani                                     |
| 2019                                                                          | La Luna e la gatta (Takagi & Ketra feat. Tommaso Paradiso, Jovanotti e Calcutta)               | 9  |                     | /                                           |
| 2019                                                                          | Canzone (Rkomi feat. Jovanotti)                                                                | 23 |                     | Dove gli occhi non arrivano                 |
| 2020                                                                          | Balla per me (Tiziano Ferro feat. Jovanotti)                                                   | 36 | - ITA: Platino      | Accetto miracoli                            |
| 2020                                                                          | Simm' tutt'uno (Enzo Avitabile feat. Jovanotti, Manu Dibango & Bottari di Portico)             | —  |                     | /                                           |
| 2022                                                                          | Palla al centro (Elisa feat. Jovanotti)                                                        | —  |                     | Ritorno al futuro/Back to the Future        |
| 2023                                                                          | Evviva! (Gianni Morandi feat. Jovanotti)                                                       | —  |                     | Evviva!                                     |
| "—" indica una pubblicazione non classificata o non pubblicata in quel Paese. |                                                                                                |    |                     |                                             |

## Videografia

### Album video
| Anno | Album                                                                                      | Classifiche |
| Anno | Album                                                                                      | ITA         |
| ---- | ------------------------------------------------------------------------------------------ | ----------- |
| 2006 | Buon Sangue Live - Pubblicato: 29 maggio 2006 - Etichetta: Mercury - Formato: DVD          | 1           |
| 2007 | Corri Lore' - Pubblicato: 20 aprile 2007 - Etichetta: Mercury - Formato: DVD               | 10          |
| 2008 | Nessuna ombra intorno - Pubblicato: 21 novembre 2008 - Etichetta: Universal - Formato: DVD | 3           |
| 2009 | OYEAH - Pubblicato: 17 dicembre 2009 - Etichetta: Universal - Formato: DVD                 | 8           |
| 2011 | Live ora in tour - Pubblicato: 29 novembre 2011 - Etichetta: Universal - Formato: DVD      | 2           |

### Video musicali
| Anno | Titolo                                           | Regista/i                                  |
| ---- | ------------------------------------------------ | ------------------------------------------ |
| 1988 | Gimme Five                                       |                                            |
| 1988 | Go Jovanotti Go                                  |                                            |
| 1988 | Gimme Five 2                                     |                                            |
| 1989 | La mia moto                                      |                                            |
| 1990 | Gente della notte                                |                                            |
| 1990 | Ciao mamma                                       |                                            |
| 1990 | Giovane sempre                                   |                                            |
| 1991 | Muoviti muoviti                                  |                                            |
| 1991 | Quando sarai lontana                             |                                            |
| 1991 | Libera l'anima                                   |                                            |
| 1992 | Non m'annoio                                     |                                            |
| 1992 | Ragazzo fortunato                                | Ambrogio Lo Giudice                        |
| 1994 | Penso positivo                                   | Ambrogio Lo Giudice                        |
| 1994 | Serenata rap                                     | Ambrogio Lo Giudice                        |
| 1994 | Piove                                            | Sergio Pappalettera                        |
| 1995 | L'ombelico del mondo                             | Ambrogio Lo Giudice                        |
| 1997 | Bella                                            | Ambrogio Lo Giudice                        |
| 1997 | Questa è la mia casa                             | Ambrogio Lo Giudice                        |
| 1997 | Per la vita che verrà                            | Eros Puglielli                             |
| 1999 | Per te                                           | Sergio Pappalettera                        |
| 1999 | Un raggio di Sole                                | Ambrogio Lo Giudice                        |
| 1999 | Stella cometa [prima versione]                   | Ambrogio Lo Giudice                        |
| 1999 | Dolce fare niente                                | Sergio Pappalettera                        |
| 1999 | Il mio nome è mai più (con Piero Pelù e Ligabue) | Gabriele Salvatores                        |
| 2000 | Stella cometa [seconda versione]                 | Manetti Bros.                              |
| 2000 | File Not Found                                   | Sergio Pappalettera                        |
| 2002 | Salvami                                          | Sergio Pappalettera                        |
| 2002 | Ti sposerò                                       | François Nemeta                            |
| 2002 | Morirò d'amore                                   | Sergio Pappalettera                        |
| 2003 | A vida (Roma) (come Collettivo Soleluna)         | Sergio Pappalettera                        |
| 2003 | Do'd freak (come Collettivo Soleluna)            | Sergio Pappalettera                        |
| 2005 | (Tanto)³                                         | Ambrogio Lo Giudice                        |
| 2005 | Mi fido di te                                    | Ambrogio Lo Giudice                        |
| 2006 | Una storia d'amore                               | Jovanotti, Francesca Valiani, Davide Mauti |
| 2006 | Falla girare                                     | Ambrogio Lo Giudice                        |
| 2008 | Fango [versione I/II]                            | Ambrogio Lo Giudice                        |
| 2008 | A te                                             | Maki Gherzi                                |
| 2008 | Safari (feat. Giuliano Sangiorgi)                | Ambrogio Lo Giudice                        |
| 2008 | Come musica                                      | Maki Gherzi                                |
| 2009 | Mezzogiorno [versione I-IV]                      | Maki Gherzi                                |
| 2009 | Mezzogiorno [quinta versione]                    | Realizzato dai fan                         |
| 2009 | Punto (feat. Sérgio Mendes)                      | Marco Ponti                                |
| 2010 | Baciami ancora                                   | Gabriele Muccino                           |
| 2010 | Tutto l'amore che ho                             | Maki Gherzi                                |
| 2011 | Le tasche piene di sassi                         | Maki Gherzi                                |
| 2011 | Il più grande spettacolo dopo il Big Bang        | Leandro Manuel Emede                       |
| 2011 | La notte dei desideri                            | Jovanotti, Leandro Manuel Emede            |
| 2011 | Ora                                              | Michele Lugaresi                           |
| 2012 | Tensione evolutiva                               | Gabriele Muccino                           |
| 2013 | Terra degli uomini                               | Michele Truglio                            |
| 2013 | Ti porto via con me (feat. Benny Benassi)        | Leandro Manuel Emede, Nicolò Cerioni       |
| 2013 | Estate                                           | Leandro Manuel Emede, Nicolò Cerioni       |
| 2014 | Sabato                                           | YouNuts!, Salmo                            |
| 2015 | Gli immortali                                    | Lorenzo Fonda                              |
| 2015 | L'estate addosso                                 | Gabriele Muccino                           |
| 2015 | Pieno di vita                                    | YouNuts!                                   |
| 2016 | E non hai visto ancora niente                    | YouNuts!                                   |
| 2016 | Ragazza magica                                   | Leandro Manuel Emede, Nicolò Cerioni       |
| 2017 | Oh, vita!                                        | YouNuts!                                   |
| 2018 | Le canzoni                                       | YouNuts!                                   |
| 2018 | Viva la libertà                                  | Leandro Manuel Emede                       |
| 2018 | Chiaro di Luna                                   | YouNuts!                                   |
| 2018 | Chiaro di Luna (Reggae Version)                  | YouNuts!                                   |
| 2021 | La primavera                                     | Tommaso Ottomano                           |
| 2022 | I Love You Baby                                  | Leandro Manuel Emede                       |
| 2022 | Mediterraneo                                     | Francesco Faraci                           |
| 2022 | Alla salute (feat. Shantel)                      | Giacomo Triglia                            |
| 2022 | Sensibile all'estate (feat. Sixpm)               | Leandro Manuel Emede                       |
| 2022 | Se lo senti lo sai                               |                                            |
| 2023 | Ricordati di vivere (Il primo battito)           | Giacomo Triglia                            |
| 2023 | Diamanti (con i Negramaro ed Elisa)              | Francesco Lorusso                          |
| 2024 | Montecristo                                      | YouNuts!                                   |
| 2025 | Fuorionda                                        | jovateremaikid                             |
| 2025 | Occhi a cuore                                    | YouNuts!                                   |

#### Partecipazioni in videoclip di altri artisti
| Anno | Titolo                                   | Artista                                                                 | Regista/i                                                              |
| ---- | ---------------------------------------- | ----------------------------------------------------------------------- | ---------------------------------------------------------------------- |
| 2006 | Prendi l'onda                            | Fiamma Fumana feat. MC Navigator e Jovanotti                            | Vittorio Badini Confalonieri                                           |
| 2007 | Cade la pioggia                          | Negramaro feat. Jovanotti                                               | Dario Baldi, Davide Marengo                                            |
| 2008 | A te che sei Radio Deejay                | Radio Deejay Staff                                                      | Fabio Jansen                                                           |
| 2009 | Domani                                   | Artisti Uniti per l'Abruzzo                                             | Ambrogio Lo Giudice                                                    |
| 2010 | Mondo                                    | Cesare Cremonini feat. Jovanotti                                        | Luca Mariani                                                           |
| 2011 | The Sound of Sunshine                    | Michael Franti & Spearhead feat. Jovanotti                              | Frank Borin                                                            |
| 2011 | Non so più cosa fare                     | Adriano Celentano feat. Franco Battiato, Giuliano Sangiorgi e Jovanotti |                                                                        |
| 2012 | Tu mi porti su                           | Giorgia feat. Jovanotti                                                 | Emanuel Lo                                                             |
| 2012 | A muso duro                              | Italia Loves Emilia                                                     | Riccardo Guernieri                                                     |
| 2013 | Fratello                                 | Clementino feat. Jovanotti                                              | Ludovico Galletti, Sami Schinaia, Leandro Manuel Emede, Nicolò Cerioni |
| 2016 | In questa grande città (La prima cumbia) | Tre Allegri Ragazzi Morti feat. Jovanotti                               | Stefano Poletti                                                        |
| 2016 | Una città per cantare                    | Ron & Artisti Insieme per la Lotta Contro la SLA                        | Marco Donazzan, Luca Donazzan                                          |
| 2017 | Bonito '17                               | Jarabe de Palo feat. Jovanotti                                          |                                                                        |
| 2019 | La Luna e la gatta                       | Takagi & Ketra feat. Calcutta, Tommaso Paradiso e Jovanotti             | Gaetano Morbioli                                                       |
| 2020 | Balla per me                             | Tiziano Ferro feat. Jovanotti                                           | Marco Gentile, Giorgio Testi                                           |
| 2023 | Evviva!                                  | Gianni Morandi feat. Jovanotti                                          | Leandro Manuel Emede                                                   |

## Collaborazioni
| Anno | Singolo                                                                       | Album di provenienza                                  |
| ---- | ----------------------------------------------------------------------------- | ----------------------------------------------------- |
| 1993 | O è Natale tutti i giorni (Luca Carboni feat. Jovanotti)                      | Diario Carboni                                        |
| 1993 | Vedo risorgere il sole (Luca Carboni feat. Jovanotti)                         | Diario Carboni                                        |
| 1993 | Mix 1992 (Le storie d'amore/Puttane e spose) (Luca Carboni feat. Jovanotti)   | Diario Carboni                                        |
| 1995 | Just a Villain (Gary Thomas feat. Jovanotti)                                  | Overkill                                              |
| 1995 | Un deserto di parole (Pino Daniele feat. Jovanotti)                           | Non calpestare i fiori nel deserto                    |
| 1995 | Stress (Pino Daniele feat. Jovanotti)                                         | Non calpestare i fiori nel deserto                    |
| 1999 | La vita nell'era spaziale (Jovanotti feat. Eugenio Finardi)                   | Lorenzo 1999 - Capo Horn                              |
| 1999 | Dal basso (Jovanotti feat. Michael Franti)                                    | Lorenzo 1999 - Capo Horn                              |
| 1999 | Stella cometa/Stella d'Oriente (Jovanotti feat. Nabil Salameh / Radiodervish) | Backup - Lorenzo 1987-2012                            |
| 2001 | Cloro (883 feat. Jovanotti)                                                   | Uno in più                                            |
| 2002 | (Storia di un) Corazón (Jovanotti feat. Pau Donés / Jarabedepalo)             | Lorenzo 2002 - Il quinto mondo                        |
| 2002 | Moriré de amor (Jovanotti feat. Jorge Drexler)                                | Backup - Lorenzo 1987-2012                            |
| 2004 | Da raccontarti all'alba (Gianni Maroccolo feat. Jovanotti)                    | A.C.A.U. La nostra meraviglia                         |
| 2005 | Penelope (Jovanotti feat. Edoardo Bennato)                                    | Buon sangue                                           |
| 2005 | Sei volata via (Ron feat. Jovanotti)                                          | Ma quando dici amore                                  |
| 2005 | Baffo Natale (Elio e le Storie Tese feat. Jovanotti)                          | Baffo Natale Compilation                              |
| 2006 | Big Fish (Planet Funk feat. Jovanotti)                                        | Static                                                |
| 2006 | Prendi l'onda (Fiamma Fumana feat. Jovanotti)                                 | Onda                                                  |
| 2006 | Serenata rap (Sin Bandera feat. Jovanotti)                                    | Pasado                                                |
| 2008 | Temporale (Jovanotti feat. Sly & Robbie)                                      | Safari                                                |
| 2008 | Mani libere 2008 (Jovanotti feat. Michael Franti & Spearhead)                 | Safari                                                |
| 2008 | Lugar comum (Sérgio Mendes feat. Jovanotti)                                   | Encanto                                               |
| 2008 | Più (Ornella Vanoni feat. Jovanotti)                                          | Più di me                                             |
| 2008 | Cade la pioggia + Mi disordino (Negramaro feat. Jovanotti)                    | San Siro Live                                         |
| 2009 | Con tutto il mio cuore (Claudio Baglioni feat. Jovanotti & Fabrizio Bosso)    | Q.P.G.A.                                              |
| 2009 | Vecchia scuola (J-Ax feat. Jovanotti)                                         | Deca Dance                                            |
| 2009 | Penso positivo (Solis String Quartet feat. Jovanotti)                         | R.Evolution                                           |
| 2010 | All Nite Long (D.I.S.C.O) (Mousse T., Suzie & Jovanotti)                      | —                                                     |
| 2011 | L'elemento umano (Jovanotti feat. Luca Carboni)                               | Ora                                                   |
| 2011 | La bella vita (Jovanotti feat. Amadou & Mariam)                               | Ora                                                   |
| 2011 | Battiti di ali di farfalla (Jovanotti feat. Michael Franti & Spearhead)       | Ora                                                   |
| 2011 | Regalito (remix) (Jovanotti feat. Juanes)                                     | Ora (edizione deluxe)                                 |
| 2011 | I pesci grossi (Jovanotti feat. Cesare Cremonini)                             | Ora                                                   |
| 2013 | Tieni il tempo 2013 (Max Pezzali feat. Jovanotti)                             | Max 20                                                |
| 2013 | La cumbia di chi cambia (Internacional) (Jovanotti feat. Bomba Estéreo)       | Backup - Lorenzo 1987-2012                            |
| 2014 | (Tanto)³ (Mucho Version) (Tiziano Ferro feat. Jovanotti)                      | TZN - The Best of Tiziano Ferro                       |
| 2015 | Musica (Jovanotti feat. Manu Dibango)                                         | Lorenzo 2015 CC.                                      |
| 2015 | Melagioco (Jovanotti feat. Antibalas)                                         | Lorenzo 2015 CC.                                      |
| 2015 | Si alza il vento (Jovanotti feat. Bombino)                                    | Lorenzo 2015 CC.                                      |
| 2015 | All the People (Jovanotti feat. Sinkane)                                      | Lorenzo 2015 CC.                                      |
| 2016 | Il gigante e la bambina (Ron feat. Jovanotti)                                 | La forza di dire sì                                   |
| 2016 | Persi nel telefono (Tre Allegri Ragazzi Morti feat. Jovanotti)                | Inumani                                               |
| 2016 | Feel the Summer on My Skin (Jovanotti feat. Jaselli)                          | L'estate addosso (Original Motion Picture Soundtrack) |
| 2016 | Il mondo 2016 (Alborosie feat. Jovanotti)                                     | The Rockers                                           |
| 2017 | Voleva un'anima (Samuel feat. Jovanotti)                                      | Il codice della bellezza                              |
| 2023 | Hey! (Paola & Chiara feat. Jovanotti)                                         | Per sempre                                            |

## Partecipazioni a compilation
| Anno | Brano | Album                                                         |
| ---- | --- | ------------------------------------------------------------- |
| 1992 | Peggio per te (Nikki & Jovanotti) | W Radio Dee Jay 1992                                          |
| 1995 | Serenata rap/Mattinata (Dal vivo) (Luciano Pavarotti & Jovanotti) | Pavarotti & Friends Together for the Children of Bosnia (DVD) |
| 1995 | Penso positivo (Dal vivo) | Pavarotti & Friends Together for the Children of Bosnia (DVD) |
| 1998 | I Got Rhythm | Red Hot + Rhapsody: The Gershwin Groove                       |
| 1998 | Yolanda | The Different you - Robert Wyatt e noi                        |
| 1998 | Occhio non vede cuore non duole | Artisti uniti per gli Zapatisti del Chiapas                   |
| 1999 | Attaccami la spina | Roba di Amilcare                                              |
| 2003 | Occhio non vede cuore non duole | Yatra                                                         |
| 2003 | La cattiva strada | Faber, amico fragile                                          |
| 2009 | Caruso (Dal vivo) (Laura Pausini & Jovanotti) | The Tribute to Pavarotti - One Amazing Weekend in Petra (DVD) |
| 2009 | A te (Dal vivo) | The Tribute to Pavarotti - One Amazing Weekend in Petra (DVD) |
| 2009 | Guarda che luna (Dal vivo) | The Tribute to Pavarotti - One Amazing Weekend in Petra (DVD) |
| 2012 | Amico (live) (Jovanotti ft Renato Zero) | Italia Loves Emilia                                           |
| 2012 | Clandestino (live) (Fiorella Mannoia ft Jovanotti) | Italia Loves Emilia                                           |
| 2012 | Via le mani dagli occhi (live) (Negramaro ft Elisa & Jovanotti) | Italia Loves Emilia                                           |
| 2012 | Il mio nome è mai più (live) (Ligabue, Jovanotti, Litfiba, Fiorella Mannoia, Claudio Baglioni)                                                                                             | Italia Loves Emilia                                           |
| 2012 | La notte dei desideri (live) | Italia Loves Emilia                                           |
| 2012 | Il più grande spettacolo dopo il Big Bang (live) | Italia Loves Emilia                                           |
| 2012 | A muso duro (live) (Jovanotti, Zucchero Fornaciari, Nomadi, Giorgia, Tiziano Ferro, Ligabue, Biagio Antonacci, Renato Zero, Negramaro, Elisa, Litfiba, Fiorella Mannoia, Claudio Baglioni) | Italia Loves Emilia                                           |

## Brani scritti per altri artisti
| Anno | Canzone                                                                                          | Artista/i                           | Album                                                 |
| ---- | ------------------------------------------------------------------------------------------------ | ----------------------------------- | ----------------------------------------------------- |
| 1992 | Libero di cambiare (scritto con Luca Carboni, Gaetano Curreri e Saverio Grandi)                  | Stadio                              | Stabiliamo un contatto                                |
| 1994 | T.V.B. (scritto con Lorenzo Ternelli)                                                            | Irene Grandi                        | Irene Grandi                                          |
| 1994 | 200 milioni di posti                                                                             | Andrea Mingardi                     | 6- al duemila                                         |
| 1994 | Rock normale (scritto con Michele Centonze)                                                      | Nikki                               | Rock normale                                          |
| 1995 | Alleluja (scritto con Adelmo Fornaciari)                                                         | Zucchero Fornaciari                 | Spirito DiVino                                        |
| 1996 | Shiva                                                                                            | Saturnino                           | Zelig                                                 |
| 2000 | Teleumanità                                                                                      | Saturnino                           | Clima                                                 |
| 2000 | Il mondo (scritto con Alborosie)                                                                 | Reggae National Tickets             | Roof Club                                             |
| 2001 | Completo incompleto                                                                              | Jarabe de Palo                      | De vuelta y vuelta (Edizione italiana)                |
| 2001 | L'ombra del gigante (scritto con Eros Ramazzotti e Adelio Cogliati)                              | Eros Ramazzotti                     | Stilelibero                                           |
| 2001 | Sei volata via                                                                                   | Ron                                 | Cuori di vetro                                        |
| 2002 | Se tu non sei con me                                                                             | Syria                               | Le mie favole                                         |
| 2003 | L'amore è                                                                                        | Syria                               | Le mie favole (Edizione 2003)                         |
| 2005 | Non sono                                                                                         | Syria                               | Non è peccato                                         |
| 2005 | Più di una pasticca                                                                              | Syria                               | Non è peccato                                         |
| 2007 | Aria... non sei più tu (scritto con Danijel Vuletic)                                             | Adriano Celentano                   | Dormi amore, la situazione non è buona                |
| 2008 | Io cosa sarò                                                                                     | Fiorella Mannoia                    | Il movimento del dare                                 |
| 2009 | Più sole (scritto con Stefano Di Battista)                                                       | Nicky Nicolai e Stefano Di Battista | Più sole                                              |
| 2010 | Bonjour bahia (scritto con Rosario Paci)                                                         | Roy Paci & Aretuska                 | Latinista                                             |
| 2011 | Tu mi porti su (scritto con Riccardo Onori, poi reinterpretato da Jovanotti in Backup 1987-2012) | Giorgia                             | Dietro le apparenze                                   |
| 2011 | Fuoco nel vento (Musica di Matteo Saggese. Testo di Jovanotti)                                   | Adriano Celentano                   | Facciamo finta che sia vero                           |
| 2011 | La cumbia di chi cambia                                                                          | Adriano Celentano                   | Facciamo finta che sia vero                           |
| 2012 | In questa notte (scritto con Raf)                                                                | Raf                                 | Le ragioni del cuore                                  |
| 2015 | Innamorata                                                                                       | Laura Pausini                       | Simili                                                |
| 2016 | Welcome to the World                                                                             | Jaselli                             | L'estate addosso (Original Motion Picture Soundtrack) |
| 2016 | Full of Life                                                                                     | Ashley Rodriguez                    | L'estate addosso (Original Motion Picture Soundtrack) |
| 2017 | Più di tutto (scritto con Samuel)                                                                | Samuel                              | Il codice della bellezza                              |
| 2017 | La statua della mia libertà (scritto con Samuel)                                                 | Samuel                              | Il codice della bellezza                              |
| 2017 | Niente di particolare (scritto con Samuel)                                                       | Samuel                              | Il codice della bellezza                              |
| 2017 | La Luna piena (scritto con Samuel)                                                               | Samuel                              | Il codice della bellezza                              |
| 2017 | Voleva un'anima (scritto con Samuel)                                                             | Samuel                              | Il codice della bellezza                              |
| 2021 | L'allegria                                                                                       | Gianni Morandi                      | Evviva!                                               |
| 2022 | Apri tutte le porte                                                                              | Gianni Morandi                      | Evviva!                                               |
| 2022 | La ola                                                                                           | Gianni Morandi                      | Evviva!                                               |
| 2023 | Evviva!                                                                                          | Gianni Morandi                      | Evviva!                                               |
| 2023 | Anna della porta accanto                                                                         | Gianni Morandi                      | Evviva!                                               |
| 2024 | L'attrazione                                                                                     | Gianni Morandi                      | L'attrazione                                          |